# 미 카리
미 카리(말레이어: mi kari, 말레이시아·싱가포르 영어: curry mee 커리 미[*], 중국어 간체자: 咖哩面, 정체자: 咖喱麵, 병음: gālí miàn 가리몐[*])는 말레이시아와 싱가포르의 국수 요리이다. "커리 국수"라는 뜻이다. 말레이시아 남부와 싱가포르에서는 락사의 하나로 여겨져, 카리 락사(말레이어: kari laksa, 말레이시아·싱가포르 영어: curry laksa 커리 락사[*])로도 불린다.

## 같이 보기
- 락사 르막
- 락사 사라왁
- 아삼 락사
- 카리 락사